# Квелія червонодзьоба
Квелія червонодзьоба (Quelea quelea) — вид горобцеподібних птахів родини ткачикових (Ploceidae). Поширений в Африці.

## Поширення
За винятком поясу тропічних лісів, Африканського Рогу та деяких пустельних і прибережних регіонів, червонокнижний ткач поширений майже у всій Африці на південь від Сахари.

## Підвиди
Виділяють три підвиди:
- Q. q. quelea (Linnaeus, 1758) – південна Мавританія, західний і північний Сенегал, Гамбія, центральна частина Малі, північна Буркіна-Фасо, південний захід і південь Нігеру, північна Нігерія, північний Камерун, південний центральний Чад і північна Центрально-Африканська Республіка;
- Q. q. aethiopica (Sundevall, 1850) – західний, центральний та східний Судан, Ефіопія та західна Еритрея на південь до північно-східної частини Демократичної Республіки Конго, Уганди, Кенії, центральної та східної Танзанії та північно-західного та південного Сомалі;
- Q. q. lathamii (A. Smith, 1836) – південно-західний Габон, південь Республіки Конго, значні частини Анголи , південь Демократичної Республіки Конго та гирло Конго, Замбія, Малаві та західний Мозамбік на південь до Намібії та центральні, південні та східна ПАР.

## Опис
Довжина тіла 12 см, вага 15-26 г. Поза сезоном розмноження коричневе оперення самця нагадує оперення самиці. Тоді самця можна впізнати лише за червоним дзьобом. На початку сезону розмноження у самця з’являється чорна «маска» та червоне забарвлення на маківці та грудях. Дзьоб короткий, конічний, придатний для дроблення і розтріскування насіння.